# Reunion (fumetto)
Reunion è un fumetto di avventure inserito nella saga del Buffyverse e incentrato sulle figure di Buffy Summers ed Angel.
La storia è scritta da Jane Espenson, sceneggiatrice di molti episodi della serie televisiva e scrittrice di altri fumetti e romanzi dedicati alla Cacciatrice.
Il fumetto costituisce un crossover fra le due serie televisive, l'anello di congiunzione tra i contemporanei episodi "Carpe noctem (Angel 3x04)"-"Allagamento (Buffy 6x04)" e i successivi "Senza Fred (Angel 3x05)"-"Sotto esame (Buffy 6x05)". L'argomento in questione è l'incontro, mai mostrato in nessuno dei due telefilm, tra i due protagonisti. Il fumetto tuttavia non fornisce risposte certe su quanto sia realmente accaduto tra i due: in Reunion troviamo, infatti, non il racconto diretto dell'accaduto (rimasto segreto a tutti) ma le ipotesi su quanto possa essere successo fatte da Xander, Dawn e Anya. Ognuno di questi ricordi è stato affidato ad un disegnatore diverso allo scopo di evidenziare i differenti caratteri dei ragazzi.
In maniera analoga ad altri fumetti e romanzi scritti da Jane Espenson, collaboratrice di Joss Whedon nelle sceneggiature della serie, questo fumetto è considerato alla stregua del canonico da numerosi fan-club.
Questo fumetto one-shot non è mai stato inserito in nessun volume raccoglitore (paperback) e non è ancora mai stato pubblicato in Italia.

## Trama
- Disegnatori della trama generale: Paul Lee, Brian Horton e Ryan Sook
- Disegnatore del racconto di Xander: Chynna Clugston-Major
- Disegnatori del racconto di Dawn: Randy Green e Rick Ketcham
- Disegnatore del racconto di Anya: Eric Powell
- Colori: Guy Major

Buffy è rientrata a Sunnydale dopo l'incontro con Angel e dimostra una forza e un carattere risoluto negli allenamenti con Giles mai mostrata prima. Xander, Anya e Dawn ipotizzano che questo sia conseguenza dell'incontro tra la Cacciatrice ed il vampiro con l'anima e iniziano a raccontare ciascuno la propria ipotesi su cosa possa essere accaduto veramente. Ognuno di questi racconti vede stranamente la comparsa di un misterioso mostro di fuoco indipendentemente dalla volontà dei ragazzi. Il mostro poi si materializza veramente all'interno del locale e viene distrutto da Buffy. Si scopre alla fine che si trattava di un malinteso nato da un incantesimo di Willow, anche lei intenzionata a scoprire cosa nascondeva il cuore turbato della Cacciatrice.